# Réserve naturelle nationale du mont Grand Matoury
La réserve naturelle nationale du Mont Grand Matoury (RNN160) est une réserve naturelle nationale située en Guyane. Créée en 2006, elle protège 2 123 hectares de forêt tropicale humide primaire. Elle constitue la plus grande réserve périurbaine de France.

## Localisation

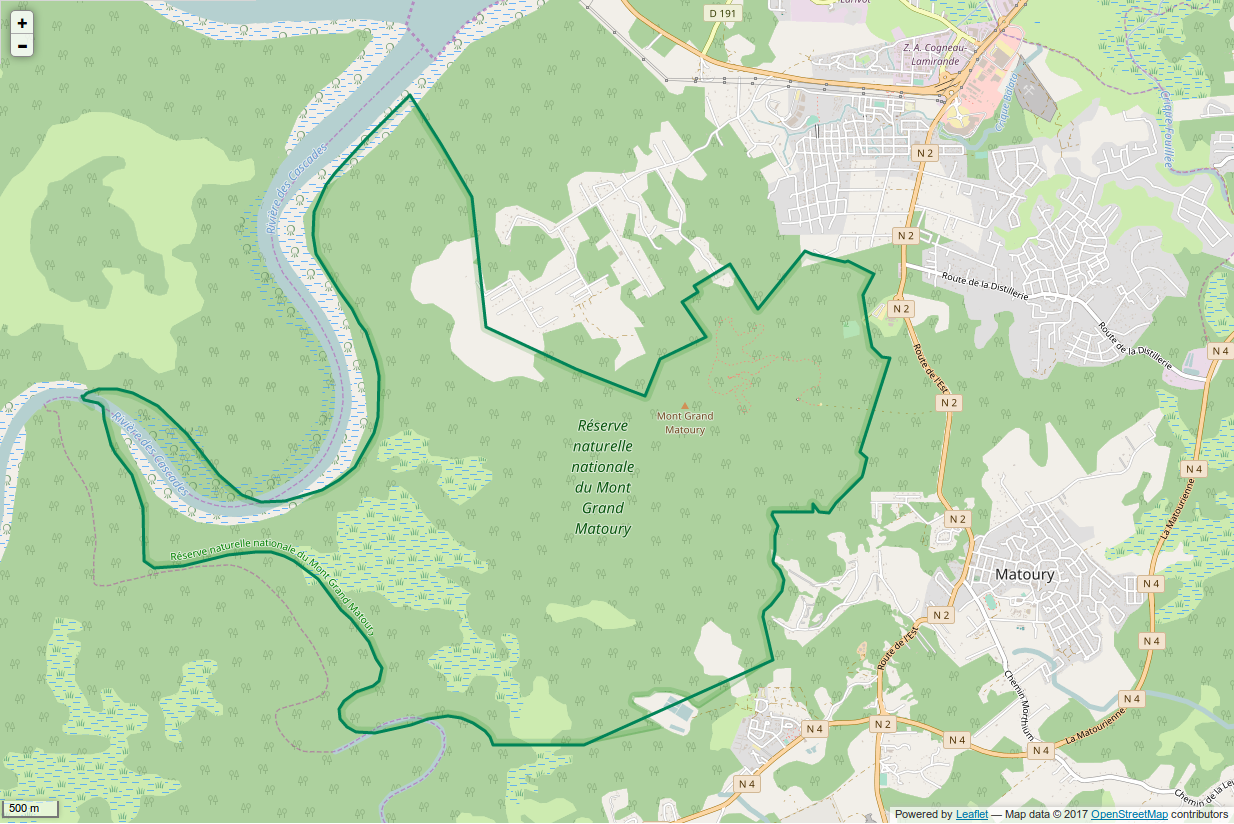
Périmètre de la réserve naturelle.

La réserve naturelle du Mont Grand Matoury est située sur la commune de Matoury, à proximité de l’île de Cayenne, en Guyane. Sur le secteur ouest de la réserve, ses limites sont formées par les rivières de Cayenne et de Tour de l’Île, tandis que toute la partie orientale jouxte des habitations privées ou de petites exploitations agricoles.
Par sa morphologie et sa situation à huit kilomètres au Sud de Cayenne, le mont constitue un massif forestier au sein de terres basses, ce qui a favorisé l’émergence et le maintien d’une grande variété d’espèces, dont certaines sont endémiques. Plus haut mont du littoral du plateau des Guyanes, il culmine à 234 mètres d’altitude.

## Histoire du site et de la réserve
Le massif forestier du Mont Grand Matoury, bien que relativement préservé, a par sa situation au sein de l’Ile de Cayenne été régulièrement exploité, depuis le XVIIe siècle et à travers l’histoire coloniale (avec l’implantation d’habitations et l’exploitation de la rhumerie de Lamirande). Il faut attendre les années 1940 pour que les premières mesures de protection du site voient le jour.
En 1942 la mise en place d’une mesure de protection sur cette parcelle d’Etat, couvrant les pentes nord-est et le plateau sommital à l’exception de son point culminant aboutit à la création d'une réserve naturelle de 166 ha. C'est la création du 1er espace protégé d'Amérique du Sud. Cette protection est prise en compte dans les documents d'aménagement et d'urbanisme ultérieurs. 
En 1991, un projet d'implantation d'infrastructures de transmission au sommet du Mont Grand Matoury aboutit au lancement de la procédure de classement qui aboutit en 2006 après de nombreuses rebondissements.

## Écologie (biodiversité, intérêt écopaysager…)

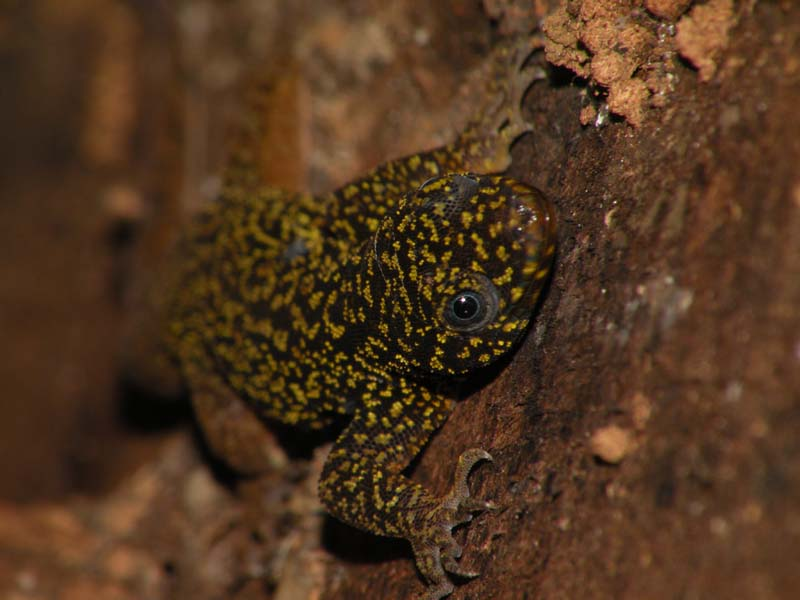
Gecko Gonatodes annularis.

La réserve naturelle est constituée de montagne, forêts, mangroves, marais et de deux criques marécageuses.
Sur le mont, se trouve la forêt primaire qui s'est développée sur la cuirasse latéritique. Le sol très mince et les pentes fortes favorisent les chablis où abondent les lianes donnant à cette forêt un air chaotique. Les sources et têtes de criques (cours d'eau) sont nombreuses sur le massif et entaillent la cuirasse ce qui favorisent le développement de gros arbres. Les terres basses font suite à la forêt de pente au sud et à l'ouest du mont. Les criques sont maintenant bordées de forêts marécageuses.
Le sud de la réserve offre une mosaïque de milieux particulièrement riches : savanes herbeuses, parfois arbustives ou inondables, faisant place plus loin à des pinotières et à la mangrove d'estuaire le long de la rivière de Cayenne.

### Faune

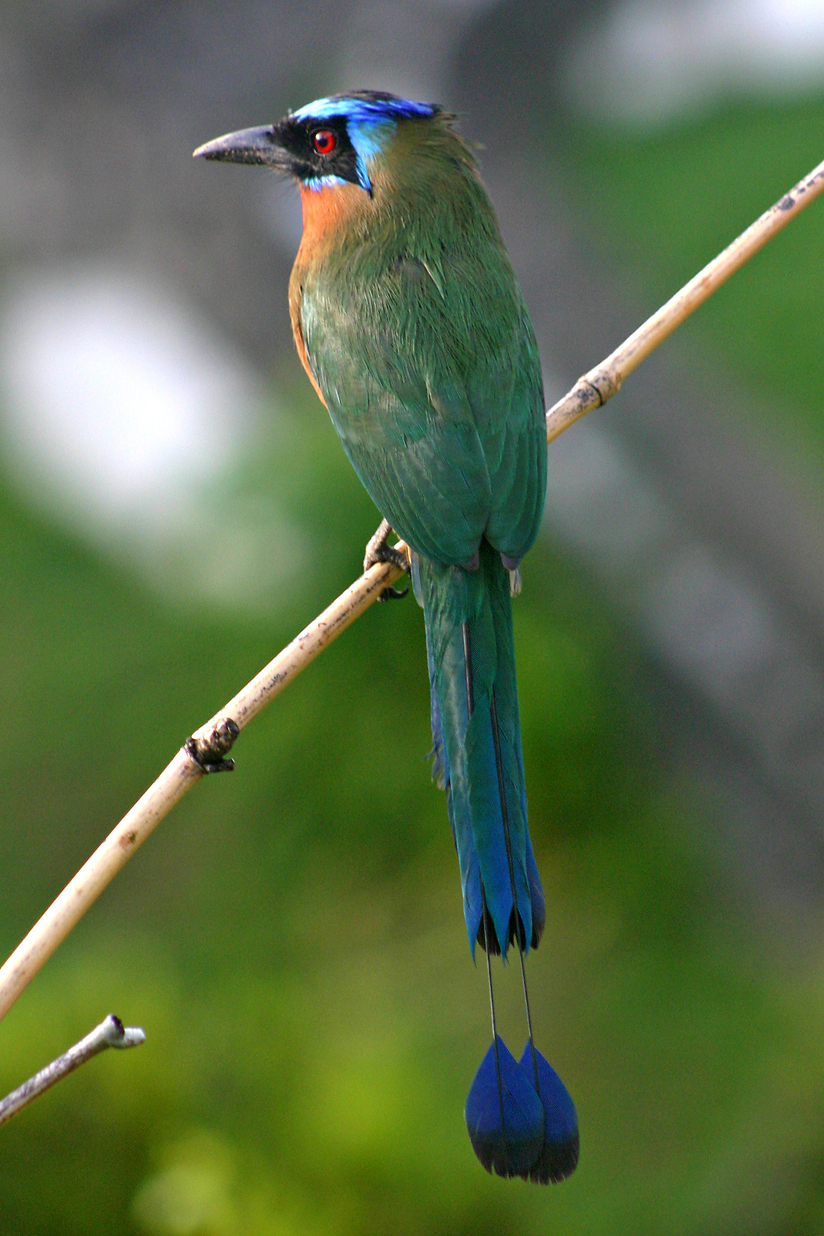
Momot houtouc.

L'avifaune comprend des oiseaux caractéristiques non seulement du littoral mais également du massif forestier intérieur : Buse à gros bec, Buse échasse, Ani à bec lisse, colibris, momot houtouc, trogons, tamatias, pics, grimpars, piauhau hurleur, manakins, etc.
Les inventaires du site comptent 34 espèces d'amphibiens, 75 espèces de mammifères dont 37 de chauves-souris, 95 espèces de poissons, 52 espèces de reptiles, 293 espèces d'oiseaux et 351 espèces de papillons de jour…

## Intérêt touristique et pédagogique
Le site constitue une zone de découverte de la nature et de loisirs pour la commune de Matoury et l'agglomération de la ville de Cayenne. Deux sentiers de découverte parcourent le mont, et sont accessibles au public.

## Administration, plan de gestion, règlement
La réserve naturelle est gérée par la Mairie de Matoury et l'Office national des forêts.
Seuls les sentiers de La Mirande sont accessibles au public. Ils sont exclusivement réservés aux piétons. Même tenus en laisse, les chiens n'y sont pas tolérés.

### Outils et statut juridique
La réserve naturelle a été créée par un décret du 6 septembre 2006.